# زاكري بيكوك
زاكري بيكوك ولد يوم 13 سنة 1987 في مدينة ميامي بفلوريدا و هو لاعب كرة سلة أمريكي لعب آخر مرة مع فريق فوس بروفنس باسكت لعب كرة سلة جامعية لفريق جورجيا تك ، قبل أن يبدأ مسيرته الاحترافية في عام 2010. ولعب في مسيرته لعدة فرق في ألمانيا وفرنسا .

## وصلات خارجية
لم يتم العثور على روابط لمواقع التواصل الاجتماعي.